# Diafra Sakho
Diafra Sakho (Guédiawaye, 1989. december 24. –) szenegáli válogatott labdarúgó, jelenleg a Stade Rennais játékosa, de kölcsönben a török Bursasporban szerepel.

## Pályafutása

### Klubcsapatokban
Pályafutását az FC Metz csapatánál kezdte meg, ahol felnőttként több mint 100 mérkőzésen lépett pályára. A másodosztály 2013–14-es szezonjában bajnoki címet ünnepelhetett a klubbal. 2014. augusztus 14-én 4 éves szerződést kötött az angol West Ham Uniteddal. 2018. január 29-én aláírt a francia Stade Rennais csapatához.

### A válogatottban
A felnőtt válogatott tagjaként részt vett a 2018-as labdarúgó-világbajnokságon.

## Statisztika

### Válogatott
2018. június 28-i állapotnak megfelelően.
| 2014     | 2  | 0 |
| 2015     | 2  | 0 |
| 2016     | 0  | 0 |
| 2017     | 2  | 2 |
| 2018     | 4  | 0 |
| Összesen | 10 | 2 |

## Sikerei, díjai
- Metz
  - Ligue 2: 2013–14